# CK Infrastructure
CK Infrastructure (CKI) est un fonds d'investissement spécialisé dans les infrastructures, basé à Hong Kong.

## Histoire
En 2004, CKI acquiert Northern Gas Networks, une entreprise britannique spécialisée dans la distribution de gaz naturel.
En 2010, Cheung Kong Infrastructure acquiert le réseau britannique d'électricité d'EDF pour 5,8 milliards de livres.
En janvier 2015, Cheung Kong Infrastructure acquiert Eversholt Rail, entreprise britannique de chemin de fer spécialisée dans le matériel roulant, aux fonds d'investissements 3i Infrastructure, Morgan Stanley Infrastructure Partners et Star Capital Partners, pour 1,1 milliard de livres,.
En septembre 2015, Cheung Kong Infrastructure acquiert les 61 % de Power Assets Holdings qu'il ne détient pas, au travers d'échange d'actions d'un montant 11,6 milliards de dollars. Plus précisément, Cheung Kong Infrastructure échange les actions qu'il ne détient pas dans Power Assets Holdings, par des actions nouvelles de Cheung Kong Infrastructure. Dans le cadre de cette transaction, Cheung Kong offrira après la transaction un dividence exceptionnel à ses actionnaires (et donc à ceux de Power Assets Holdings) d'un coût total de 2,5 milliards de dollars.